# Teorema de la base de Hilbert
En matemáticas, el teorema de la base de Hilbert o teorema fundamental de Hilbert toma su nombre de David Hilbert, que fue el primero en probarlo en 1888.
Afirma que un anillo de polinomios sobre un anillo noetheriano también es noetheriano

## Enunciado
Sea {\displaystyle A} un anillo conmutativo dotado con la unidad (la unidad puede ser 0, entonces {\displaystyle A={0}}). Se dice que {\displaystyle A} es noetheriano si todo ideal de {\displaystyle A} está finitamente generado. Es fácil probar que cuando se cumplen las tres siguientes condiciones los dos enunciados equivalen entre sí:
1. {\displaystyle A} es noetheriano.
2. Todo conjunto no vacío de ideales de {\displaystyle A} admite un elemento maximal
3. {\displaystyle A} cumple la condición de cadena ascendente (ACC o CCA):

Si 
{\displaystyle I_{0}\subseteq I_{1}\subseteq \cdots \subseteq I_{n}\subseteq \cdots }
es una cadena de ideales, entonces existe {\displaystyle N} tal que 
{\displaystyle I_{N}=I_{N+1}=I_{N+2}=\cdots }.

## Teorema fundamental de Hilbert
Teorema. Si {\displaystyle A} es noetheriano, entonces {\displaystyle A[X]} es noetheriano.
Corolario. Si {\displaystyle A} es noetheriano, entonces {\displaystyle A[X_{1},\dots ,X_{n}]} es noetheriano.
El corolario se obtiene aplicando el teorema de Hilbert con inducción sobre {\displaystyle n}.